# It Was the Best of Times
It Was the Best of Times è un album discografico live del gruppo musicale rock inglese Supertramp, pubblicato nel 1999. Si tratta della registrazione di un concerto tenuto a Londra nel 1997.

## Tracce
CD1
1. It's a Hard World
2. You Win, I Lose
3. Listen to Me Please
4. Ain't Nobody But Me
5. Sooner or Later
6. Free as a Bird
7. Cannonball
8. From Now On
9. Breakfast in America
10. Give Me a Chance
11. Rudy

CD 2
1. Downstream
2. Another Man's Woman
3. Take the Long Way Home
4. Bloody Well Right
5. The Logical Song
6. Goodbye Stranger
7. School
8. And the Light
9. Don't You Lie to Me (I Get Evil)
10. Crime of the Century

## Gruppo
- Rick Davies - tastiere, voce
- John Helliwell - sax
- Mark Hart - chitarre, tastiere, voce
- Bob Siebenberg - batteria, percussioni
- Cliff Hugo - basso
- Lee Thornburg - tromba
- Carl Verheyen - chitarre
- Jesse Siebenberg - percussioni